# Тан-Рухуратер
Тан-Рухуратер (Tan-Rukhurater) — цар стародавнього Еламу з династії Сімашкі, який правив близько 1945-1925 до н. е.. Син Індатту-Іншушінака. У списку царів Еламу — цар №8. Рахується також як Тан-Рухуратер II з врахуванням короткочасного панування Тан-Рухуратера I, сина Енпі-луххана.
Ще будучи правителем (ішшаккум) Суз, розгорнув там жваву будівельну діяльність. Побудував там нові міські стіни; надбудував храм Іншушінака. Одружений з дочкою царя Ешнунни Білалами. Спадкував йому син Ідатту II.